# DiXiM
DiXiM（ディクシム）は、株式会社デジオンが開発・販売している、家庭内でデータの共有ができるソフトウェア。Digital Living Network Alliance（DLNA）が定めるガイドラインに準拠した形で開発されている。

## 概要
UPnP（Universal Plug and Play）に対応しており、DiXiM同士に限らず、原則としてUPnP AV DCP（Device Control Profile）に対応している製品であれば、相互に映像・音楽などをネットワーク上で共有することが可能。
2004年9月にはソフトウェアが単体で発売され、2006年5月28日にDiXiM2が発売された。その後、ソフト単体での販売は行っていなかったが、アイ・オー・データ機器のLANDISK製品に最新版が無償添付されたのを経て2009年7月15日にDTCP-IPに対応したDiXiM Digital TVがダウンロード販売された。
NECのハードディスクレコーダー「AX300」、東芝のテレビ「REGZA ZH500/ZV500」用ハードディスクレコーダー、日立製作所の「WoooTV UT770」などのファームウェアとしても採用されている。

## タブレット端末・スマートフォン
DiXiM for Androidは現在NECカシオ モバイルコミュニケーションズ/日本電気製と富士通モバイルコミュニケーションズ/富士通製と京セラ製のAndroidスマートフォンとタブレット端末に搭載されているのみである。他の機種にはダウンロードが出来ないため利用は出来ない。レコーダーの機種により放送転送が出来るものと、出来ないものがある。また録画番組再生は録画モードにより再生できないものがある。
DiXiM DMCはiOS（iPhone・iPad・iPod touch）向けのアプリケーションで、こちらはDTCP-IPには対応しておらず、それ以外の機能を利用することが出来る。2013年4月25日よりiOS向けにリリースされたDiXiM Digital TVはDTCP-IPに対応したアプリで、パナソニック製のブルーレイディスクレコーダーDIGAとソニー製のブルーレイディスクレコーダーとソニー・コンピュータエンタテインメントのnasneで放送している番組の閲覧（放送転送・ライブチューナー）と録画した番組の再生が出来る。